# Karangsegar
Karangsegar is een bestuurslaag in het regentschap Bekasi van de provincie West-Java, Indonesië. Karangsegar telt 4896 inwoners (volkstelling 2010).